# Серафим Боянов
Серафим Иванов Боянов е български просветен деец и фолклорист.

## Биография
Роден е в село Долно Драглища, тогава в Османската империя, днес в България. Брат е на Кирил Боянов. След Кресненско-Разложкото въстание семейството на Боянов емигрира в България и се заселва в Златица. Боянов учи в София в класическата гимназия, която завършва в 1886 година. Участва в Сръбско-българската война като доброволец. След завършването си става учител в Цариград, а в 1892 година се завръща в родния си Разлог и учителства в Банско. Още в Цариград Боянов съдейства пред османските власти за издаване на разрешение за построяване на ново училище в Мехомия, а в Банско развива широка обществена дейност, като урежда и издържа пансион за надарени ученици към училището. В 1896 година Боянов участва в създаването на мрежа от комитети на ВМОРО в Разлога.
След Банско Боянов учителства в село Горна баня, а по-късно в Копривщица, София и Златица, където дълги години е директор на училището.
Боянов събира народни умотворения – песни и други фолклорни материали, които публикува в 1890 – 1892 година в „Сборник за народни умотворения, наука и книжнина“, а в 1891 година - в „Периодическо списание“ на Българското книжовно дружество. Издава „Сборник от български народни песни. Книга I. Юнашки песни за Кралевики Марка“, като песните са предимно на певеца-просяк Никола Тилев от село Добърско.